# Sam Nujoma
Sam Daniel Shafiishuna Nujoma (født 12. maj 1929, død 8. februar 2025) var Namibias præsident 1990-2005.
Nujoma var leder af SWAPO og begyndte i 1966 en militær kamp imod Sydafrikas apartheidregering. Efter uafhængighedskrigens ende blev han valgt som Namibias præsident. Han trak sig tilbage i 2005 da Namibias grundlov ikke tillod ham at blive genvalgt. Han trådte af som SWAPOs leder i 2007.